# Jurado Nacional de Elecciones
El Jurado Nacional de Elecciones (JNE) es un organismo constitucional autónomo que funciona como tribunal electoral del Perú. Establecido para garantizar la legalidad del sufragio, los procesos electorales y las consultas populares, tiene la responsabilidad de proclamar los resultados electorales y expedir los correspondientes reconocimientos o credenciales a las autoridades electas. 
El mandato del JNE se extiende a dictar resoluciones generales para regular las disposiciones electorales, revisar las resoluciones dictadas por los jurados electorales especiales y resolver las controversias relacionadas con asuntos electorales. También está facultado para resolver los casos de vacancia declarados por los consejos regionales y municipales. El JNE es un órgano colegiado, compuesto por cinco miembros elegidos por diferentes entidades estatales. El presidente del JNE es elegido por la Sala Plena de la Corte Suprema de Justicia, mientras que los cuatro magistrados restantes son designados por la Junta de Fiscales Supremos, por votación universal de los abogados de Lima, y por los decanos de las facultades de Derecho, uno de las universidades públicas y otro de las privadas.
Dentro del JNE funciona el Registro de Organizaciones Políticas (ROP), que mantiene un registro de todos los partidos políticos vigentes. La sede del JNE se encuentra en la ciudad de Lima. Una de sus principales responsabilidades es organizar debates electorales, garantizando la imparcialidad y no favoreciendo a ningún candidato. El actual presidente del JNE es Roberto Burneo Bermejo.

## Historia

### Antecedentes
Desde el nacimiento la república peruana, no había propiamente un verdadero órgano rector de las elecciones populares. Las normas de entonces señalaban la existencia de juntas o colegios electorales, inclusive se instituyó alguna vez un poder electoral, como órganos ejecutores de los procesos de elecciones. Pero, en la práctica, estos fueron manejados principalmente por el Ejecutivo o el Legislativo.
No obstante, en esta etapa, se dieron diversas normas electorales. Entre ellas, el Reglamento de Elecciones para el Congreso (1822), la Ley de Elecciones Municipales (1824), los reglamentos de elecciones de 1839 y 1849, la Ley de Elecciones de 1857 y 1861, y la Ley Orgánica de Elecciones (1892). 
El siglo XX no trajo grandes cambios para los órganos electorales ni para el sistema de elecciones. El país afrontó varios procesos electorales con la misma tónica de antes, sin contar con un órgano electoral imparcial, independiente y autónomo, y con un electorado limitado únicamente al varón contribuyente al fisco.
Luego, se dictaron nuevas disposiciones como la Ley de Elecciones (1896), la cual, por primera vez, creó la Junta Electoral Nacional, organismo colegiado de nueve miembros, las juntas electorales departamentales, así como el Registro Electoral. 
Otras leyes de esta etapa son la Ley n.º 861 de Elecciones Políticas (1908), la Ley n.º 1072 de Elecciones Municipales (1909), la Ley n.º 1533 de Elecciones Políticas (1912) y la Ley Electoral (1912).Esta última norma determinó la directa participación de la Corte Suprema en la conducción de las elecciones, como las de 1913 y 1915.

### Creación
En 1930, el comandante Luis Miguel Sánchez Cerro instauró una Junta Militar de Gobierno en Lima. Pero los acontecimientos políticos hicieron que renunciara al cargo y posibilitara la instalación de una Junta Nacional de Gobierno presidida por David Samanez Ocampo, quien, mediante Decreto Ley 7160, convocó a elecciones generales y creó el JNE como máximo órgano rector de los procesos electorales, otorgándole una vida institucional autónoma, independiente y de naturaleza colegiada. 
El primer Pleno del JNE, instalado el 22 de septiembre de 1931, estuvo presidido por Ernesto Araujo Álvarez e integrado por los miembros Max González Olaechea, Leandro Pareja, Ricardo Rivadeneyra, Ernesto Flores, Humberto Garrido Lecca y Nicanor Hurtado. El primer secretario general fue Eloy B. Espinoza. 

### Reforma
La Constitución de 1993 fragmentó el Jurado en tres organismos constitucionalmente autónomos (OCA), separando de él al RENIEC y a la ONPE. 

### Hitos
El diario La República nombró en 1996 la institución como el «Hombre del año» por su contribución en la democracia del país. En ese entonces, la institución entró en conflicto con la Oficina Nacional de Procesos Electorales por negarse a realizar un referendo para decir la reelección inmediata de Alberto Fujimori.
Hasta el año 2005, el JNE organizó, dirigió y fiscalizó treinta y un procesos electorales de carácter nacional, aparte de elecciones complementarias, consultas populares y revocatorias. Diecisiete de ellos fueron elecciones políticas, que permitieron elegir doce presidentes constitucionales y otros tantos congresos nacionales. Diez fueron comicios municipales, dos elecciones para congreso constituyente, un referéndum y un proceso de elecciones para gobiernos regionales.
El JNE cuenta con el primer museo en el mundo de temas electorales, denominado Museo Electoral y de la Democracia, creado en el año 2005, durante la presidencia de Enrique Mendoza Ramírez. Su primer director fue Miguel Arturo Seminario Ojeda, bajo la curaduría del museólogo Juan Augusto Fernández, en su edificio principal ubicado en Lima.
El 12 de noviembre del 2015, el JNE lanzó al aire su propio canal de televisión: JNE TV.
El ente tuvo un rol importante en la crisis electoral de 2021, en que se negó la existencia de un supuesto fraude.

## Funciones
Actualmente, el Jurado tiene las siguientes funciones:
1. Fiscalizar la legalidad del ejercicio del sufragio y de la realización de los procesos electorales, del referéndum y de otras consultas populares, así como también la elaboración de los padrones electorales.
2. Mantener y custodiar el registro de organizaciones políticas.
3. Velar por el cumplimiento de las normas sobre organizaciones políticas y demás disposiciones referidas a materia electoral.
4. Administrar justicia en materia electoral.
5. Proclamar a los candidatos elegidos; el resultado del referéndum o el de otros tipos de consulta popular y expedir las credenciales correspondientes.

## Composición
Según el artículo 179 de la Constitución Política de 1993, la máxima autoridad del JNE es un pleno compuesto por 5 miembros:
- Uno elegido en votación secreta por la Corte Suprema entre sus magistrados jubilados o en actividad. En este segundo caso, se concede licencia al elegido. El representante de la Corte Suprema preside el JNE.
- Uno elegido en votación secreta por la Junta de Fiscales Supremos, entre los fiscales supremos jubilados o en actividad. En este segundo caso, se concede licencia al elegido.
- Uno elegido en votación secreta por el Colegio de Abogados de Lima, entre sus miembros.
- Uno elegido en votación secreta por los decanos de las facultades de Derecho de las universidades públicas, entre sus exdecanos.
- Uno elegido en votación secreta por los decanos de las facultades de Derecho de las universidades privadas, entre sus exdecanos.

Requisitos:
- Los integrantes del Pleno del JNE no pueden ser menores de cuarenta y cinco años ni mayores de setenta. Son elegidos por un período de cuatro años. Pueden ser reelegidos. La ley establece la forma de renovación alternada cada dos años.
- No pueden ser miembros del Pleno del Jurado los candidatos a cargos de elección popular, ni los ciudadanos que desempeñan cargos directivos con carácter nacional en las organizaciones políticas, o que los han desempeñado en los cuatro años anteriores a su postulación.

### Composición actual
| Miembro                             | Representación                                                      | Inicio |
| ----------------------------------- | ------------------------------------------------------------------- | ------ |
| Mag. Roberto Rolando Burneo Bermejo | Corte Suprema de Justicia                                           | 2024   |
| Mag. Martha Elizabeth Maisch Molina | Junta de Fiscales Supremos                                          | 2024   |
| Dr. Willy Ramírez Chávarry          | Colegio de Abogados de Lima                                         | 2022   |
| Dr. Rubén Jaime Torres Cortez       | Decanos de las facultades de Derecho de las universidades públicas. | 2024   |
| Dr. Aaron Oyarce Yuzzelli           | Decanos de las facultades de Derecho de las universidades privadas. | 2023   |

## Presidentes del JNE
- Ernesto Araujo Álvarez (1931-1939)
- Ildelfonso E. Ballón Beltrán (1939-1944)
- José Enrique Bustamante y Corzo (1944-1945)
- Fernando Palacios y Palacios (1945-1947)
- Pelayo Puga y Puga (1947-1949)
- Raúl A. Pinto Manchego (1949-1955)
- César Augusto Lengua Uchulla (1955-1961)
- José Enrique Bustamante y Corzo (1961-1962)
- Eleodoro Romero Romaña (1962-1975)
- Ulises Montoya Manfredi (1975-1980)
- Domingo García Rada (1980-1985)
- Alejandro Bustamante y Ugarte (1985-1989)
- Carlos Castañeda La Fontaine (1989-1992)
- César Polack Romero (1992-1994)
- Ricardo Nugent López-Chávez (1995-1996)
- Álvaro Chocano Marina (1996-1998)
- Luis Serpa Segura (1998-1999)
- Emilio Alipio Montes de Oca Begazo (1999-2000)
- Manuel Sánchez Palacios Paiva (2000-2004)
- Enrique Mendoza Ramírez (2005-2008)
- Hugo Sivina Hurtado (2009-2012)
- Francisco Távara Córdova (2012-2016)
- Víctor Ticona Postigo (2016-2020)
- Jorge Salas Arenas (2020-2024)
- Roberto Burneo Bermejo (2024-actualidad)